# Prestonpans Tapestry

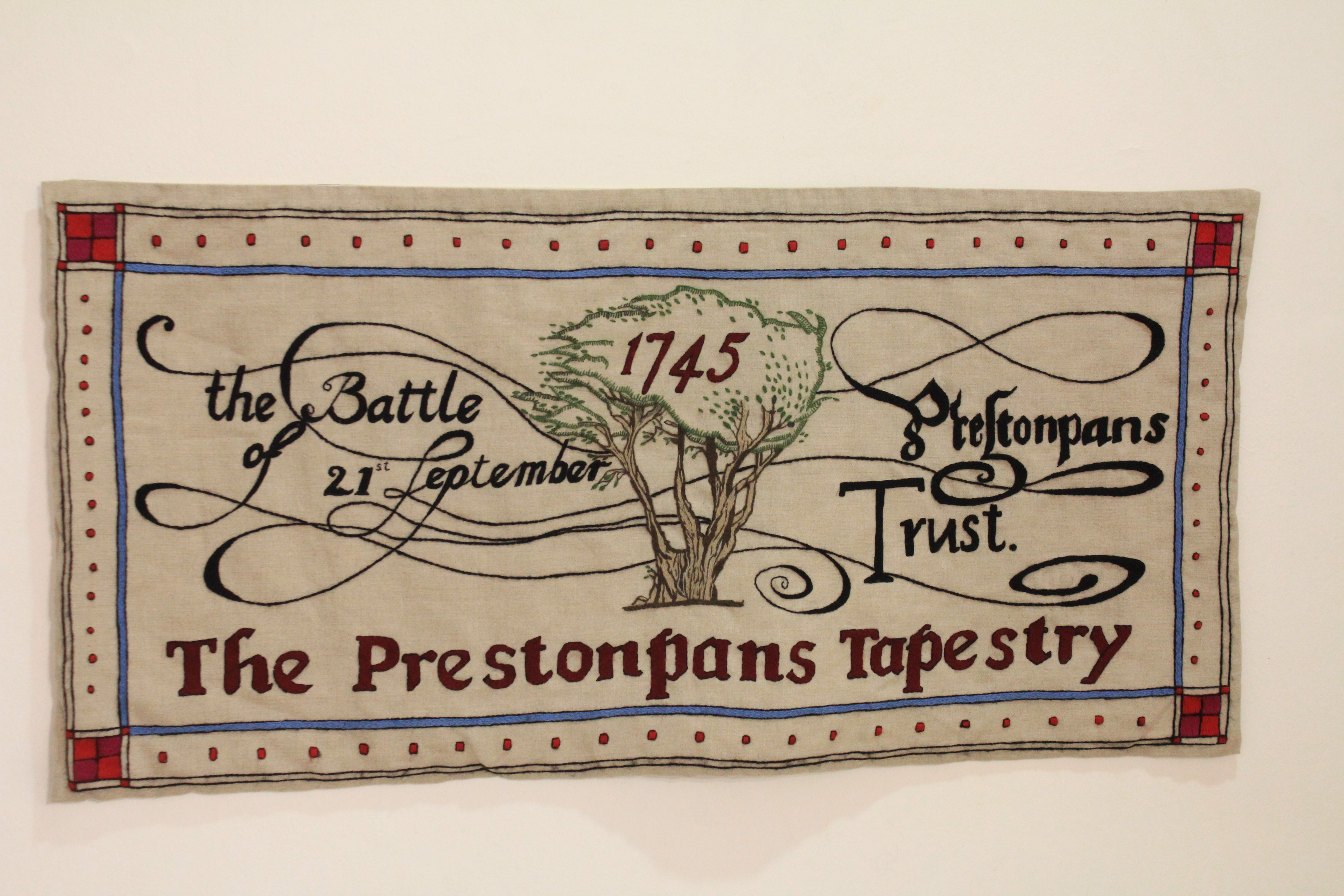
Premier panneau de la tapisserie

La Prestonpans Tapestry est une tapisserie commémorative de la bataille de Prestonpans. Composée de 103 panneaux pour une longueur totale de 104 mètres, elle est achevée en 2010, et reprend la forme de la tapisserie de Bayeux.